# جورج س. كار
جورج س. كار (بالإنجليزية: George C. Carr)‏ هو محامي وقاضي أمريكي، ولد في 26 يوليو 1929 في ليكلاند في الولايات المتحدة، وتوفي بنفس المكان في 26 يناير 1990.